# Бабингтон, Джон (рыцарь)
Джон Бабингтон (англ. John Babington; погиб 22 августа 1485 года при Босворте, Лестершир, Королевство Англия) — английский рыцарь, участник Войн Алой и Белой розы. Принадлежал к старинному рыцарскому роду, представители которого владели поместьями в Нортумберленде с XII века. Сын Томаса Бабингтона и Изабель Детик. В 1471 году сражался при Барнете на стороне короля Эдуарда IV. В 1479—1480 годах занимал должность верховного шерифа Дербишира, Ноттингемшира и королевских лесов. 22 августа 1485 года сражался при Босворте на стороне Ричарда III и погиб от руки сэра Джона Блаунта.
Бабингтон был женат на Изабель Брэдбурн, дочери Генри Брэдбурна и Маргарет Биго. В этом браке родились:
- сэр Томас (умер в 1518);
- Беатриса, жена Ральфа Поула;
- Анна, жена Джеймса Роллстона;
- Элизабет;
- Маргарет, жена Эдмунда Пилкингтона;
- Изабель, жена Джона Роселла;
- Сесилия, жена Томаса Самона.